# Estrela Clube Primeiro de Maio
L'Estrela Clube Primeiro de Maio, sovint anomenat Primeiro de Maio, és un club de futbol de la ciutat de Benguela, Angola.
Va ser fundat l'any 1955. El seu primer títol nacional el guanyà l'any 1982. Disputa els seus partits a l'Estádio Municipal de Benguela, amb capacitat per a 15.000 espectadors. Els seus colors són el vermell i el blanc.

## Palmarès
- Lliga angolesa de futbol: [2]
  - 1983, 1985
- Copa angolesa de futbol: [3]
  - 1982, 1983, 2007
- Supercopa angolesa de futbol:
  - 1985
- Segona Divisió angolesa:[4]
  - 2015